# Њ
Њ, њ (en cursiva Њ, њ) és una lligadura de les lletres ciríl·liques Н i Ь. S'empra en serbi i en macedònic per representar el palatal nasal [ɲ], el mateix so que es representa en català amb el dígraf ny (Catalunya). Aquesta lligadura fou inventada per Vuk Stefanović Karadžić. A l'alfabet llatí serbi es representa amb el dígraf nj.